# 竹澤稔裕
竹澤 稔裕（たけざわ としひろ、1983年10月4日 - ）は、群馬県出身の日本の柔道家。90kg級の選手。身長174cm。組み手は左組み。得意技は内股。

## 経歴
柔道は5歳の時に始めた。尾島中学3年の時には全国中学校柔道大会の団体戦決勝で東京都の弦巻中学に敗れるが2位となった。前橋商業高校に進むが、2年の時にインターハイ90kg級でベスト16止まりになるなど、際立った活躍は見られなかった。2002年に筑波大学へ進むと、1年の時には世界ジュニアで5試合オール一本勝ちでの優勝を飾って、ベスト柔道家と一本トロフィー賞を同時受賞する活躍を示した。体重別団体は3位だった。青島国際でも3位にとどまった。2年の時には学生体重別では3位だったが、体重別団体ではチームの優勝に貢献した。さらに、青島国際でも優勝を飾った。4年の時には学生体重別の決勝まで進むも2位にとどまった。2005年には了徳寺学園の職員となった。2006年の選抜体重別では3位に入った。2007年の環太平洋柔道選手権大会では優勝を果たした。その後引退すると、関東学園大学の柔道部監督に就任した。2019年からは順天堂大学の柔道部を指導するようになった。

## 主な戦績
- 1998年 -　全国中学校柔道大会　2位
- 2002年 -　ブレーメンジュニア国際　優勝
- 2002年 -　世界ジュニア　優勝
- 2002年 -　青島国際　3位
- 2002年 -　体重別団体　3位
- 2003年 -　学生体重別　3位
- 2003年 -　体重別団体　優勝
- 2003年 -　青島国際　優勝
- 2005年 -　学生体重別　2位
- 2006年 -　選抜体重別　3位
- 2007年 -　環太平洋柔道選手権大会　優勝

(出典、JudoInside.com)